# Жмайель, Пьер Амин
Пьер Ами́н Жмайе́ль (араб. بيار أمين الجميّل‎; 17 августа 1972 — 21 ноября 2006) — политический деятель Ливана. Принадлежал к известному христианскому роду Жмайель. Лидер партии фалангистов. Сын бывшего президента страны Амина Жмайеля.

## Биография
Пьер Амин Жмайель — сын Амина Жмайеля, внук Пьера Жмайеля — родился 23 сентября 1972 года в Бикфайя (Ливан). В Лионе, где жила известная в политических кругах семья, Пьер воспитывался несколькими гувернантками. Затем он учился в элитном колледже. После получения среднего образования поступил в политехнический университет на факультет международных отношений. После окончания элитного учебного заведения Пьер, несмотря на свою титулованность, прошёл военную службу в Ливане.
В период гражданской войны семья Жмайелей находилась за пределами Ливана. Но в 1982 году часть семьи вернулась в Ливан. В этот период отец Пьера Амин вступил в должность президента. Он занял высший государственный пост вслед за братом — Баширом Жмайелем, погибшим в результате теракта в 1982 году. В 1988 году отец Пьера Амин Жмайель в связи с угрозой его жизни со стороны ряда правохристианских кругов в Ливане был вынужден скрыться опять во Франции, откуда вернулся только в начале XXI века.
Вернувшись в Ливан, поступил на работу в юридическую фирму своего отца. В 1996 году Пьер занял место министра обороны, однако в 2000 году это кресло перешло представителю суннитских кругов. В 2000 году Пьер Жмайель основал свой бизнес во Франции — это был ресторан французской кухни. В 2002 году стал министром труда и социальной политики, а уже в 2004 году занял место министра промышленности.

## Семья
Пьер Жмайель был женат на христианке из знатного ливанского рода. Супругу зовут Полин Жмайель, от этого брака у пары двое сыновей: Мартин и Анри.

## Убийство
После убийства экс-премьер-министра Ливана Рафика Харири страну охватила череда политических убийств. Жертвой одного из таких убийств стал молодой Пьер Жмайель. 21 ноября министр спешил домой в родовое поместье Бикфайя, расположенное в нескольких десятках километров от Бейрута. На одном из перекрестков серебристый седан «Kia», в котором ехал Жмайель, ждала засада. Из автомобилей выскочили несколько человек. Один из них подошел вплотную к машине министра и прямо через стекло открыл огонь на оживленной автостраде в бейрутском пригороде Син-эль-Филь. После этого нападавшие спокойно уехали. Ливанская полиция продолжает поиски «Range Rover» и «Honda MRV», которые, по словам свидетелей, принимали участие в нападении. Министра и двух его телохранителей доставили в бейрутскую больницу Святого Иосифа. Жмайель и один из его охранников умерли там через несколько часов.

## Реакция мирового сообщества
США
«Мы считаем это актом терроризма. Мы также считаем это актом запугивания против коалиции, сформированной 14 марта», — заявил журналистам в Вашингтоне заместитель госсекретаря США по политическим вопросам Николас Бернс.
Россия
Россия осудила убийство в Ливане министра промышленности Пьера Жмайеля. «Осуждаем это убийство и выражаем сожаление, что внутренняя ситуация в Ливане никак не может войти в мирное русло», — заявил РИА «Новости» официальный представитель МИД РФ Михаил Камынин. По его словам, в Москве исходят из того, что «такого рода действия лишь отдаляют момент стабилизации внутриполитической обстановки в стране».
Великобритания
Министр иностранных дел Великобритании Маргарет Беккетт заявила, что эта акция, которая «направлена против интересов любого человека на Ближнем Востоке», еще более осложнит ситуацию в Ливане. «Совершенно очевидно, что мы это осуждаем, что это вызвало у нас тревогу, — сказала Беккетт на совместной пресс-конференции с находящейся здесь с визитом министром иностранных дел Израиля Ципи Ливни. — В Ливане и без того хватает проблем».
Франция
Президент Франции потребовал, чтобы преступники были «задержаны и наказаны». А министр иностранных дел Филипп Дуст-Блази, отвечая на вопросы депутатов Национального собрания Франции, назвал это убийство «новой попыткой дестабилизации ситуации в Ливане».
Характеризуя положение в стране, глава МИД Франции отметил наличие «двух угроз». «Прежде всего это — непрекращающиеся полеты израильской авиации, которые нарушают суверенитет Ливана», — сказал он. «Это также нарушение эмбарго на поставки оружия для „Хезбаллах“», — отметил глава французского МИД.